# Glas-in-loodcompositie V
Glas-in-loodcompositie V is een verloren gegaan glas-in-loodraam naar een ontwerp van Theo van Doesburg, dat zich vermoedelijk tot 1957 in Villa Allegonda in Katwijk aan Zee bevond.

## Beschrijving
Het raam bestond uit een patroon van rechthoekige stukken wit, geel, blauw en rood glas. Van Doesburg paste deze werkwijze eerder toe, bijvoorbeeld in Glas-in-loodcompositie IV voor Huis De Lange in Alkmaar. Zijn eerdere glas-in-loodramen bestaan echter uit één of twee ‘motieven’ die steeds in een andere positie (gespiegeld of gedraaid) geplaatst zijn. Van Doesburg was niet tevreden met het resultaat dat dit opleverde. ‘Wanneer ik eenmaal ’n motief heb houd ik dit in de verwerking te veel bijelkaâr. In de muziek, vooral bij Bach, wordt het motief voortdurend op andere wijze verwerkt. Dat wil ik nu ook bereiken met een nieuw Dans motief’, schreef hij op 14 juli 1917 aan zijn vriend Antony Kok. Later, in 1920, schrijft Van Doesburg aan een brief aan C. de Boer dat hij zijn vierde glas-in-loodcompositie te symmetrisch vindt. Aan Glas-in-loodcompositie V ligt nog steeds een motief ten grondslag, maar Van Doesburg veranderde dit motief steeds een beetje van samenstelling, zodat het zich nergens herhaalt en elke vorm van symmetrie voorkomen wordt. Welk motief de basis vormde voor Glas-in-loodcompositie V is onbekend.

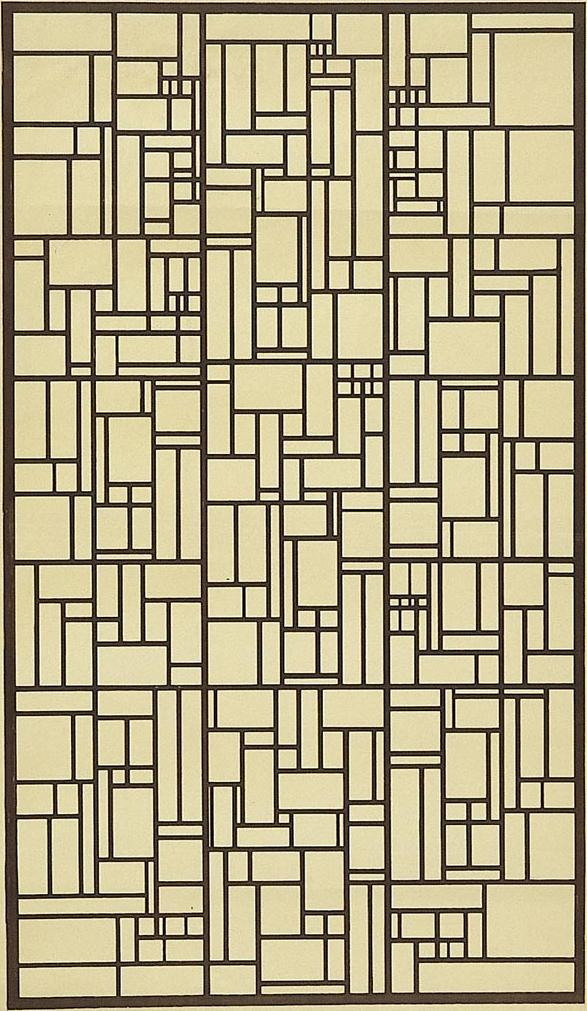
Theo van Doesburg. Ontwerp voor Glas-in-loodcompositie V. 1917-1918 (?). Lichtdruk op papier. 108 × 66 cm. Rotterdam, Nederlands Architectuurinstituut.

## Uitvoering
Van Doesburg ontwierp het raam in opdracht van de Rotterdamse zakenman J.E.R. Trousselot voor diens villa in Katwijk aan Zee. Deze villa werd in 1916 verbouwd naar ontwerp van Menso Kamerlingh Onnes in samenwerking met Van Doesburgs vriend en mede-De Stijl-lid J.J.P. Oud. Het was Van Doesburgs tweede opdracht van Trousselot. Eerder, in mei 1917, ontwierp Van Doesburg voor dezelfde villa een glas-in-loodraam getiteld Glas-in-loodcompositie II. Beide ramen zijn vermoedelijk tijdens de verbouwing van de villa in 1957 verloren gegaan.

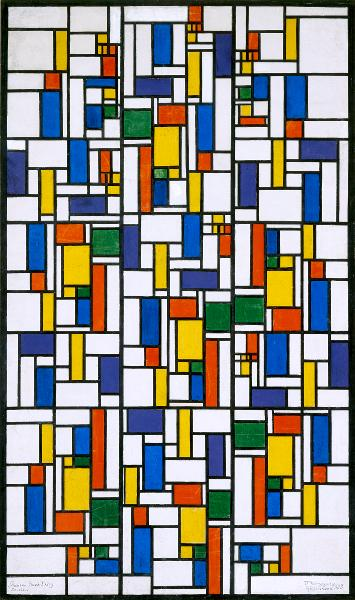
Theo van Doesburg. Kleurontwerp voor Glas-in-loodcompositie V. 1917-1918 (?). Inkt en gouache op papier. 85,5 × 50 cm. Zürich, Kunsthaus Zürich.

## Tweede uitvoering
In 1956-1957 maakte de Firma Bogtman in Haarlem in opdracht van De Bijenkorf een replica van Glas-in-loodcompositie V. Deze replica is gemaakt op basis van het originele kleurontwerp van Van Doesburg, dat De Bijenkorf in 1956 kocht van Van Doesburgs weduwe, Nelly van Doesburg. Men gaat ervan uit dat de afmetingen van de replica (197 × 104 cm) gebaseerd zijn op het originele raam. De replica werd geplaatst in de 1957 herbouwde Rotterdamse Bijenkorf.

## Datering
Het raam ontstond in 1917 en/of 1918. Van Doesburg zelf gaf twee dateringen. In een brief aan Karel Wasch, secretaris van Glasfabriek Leerdam, gedateerd 27 december 1923, schrijft hij: ‘Door mij werden composities uitgevoerd in architectuur van [...] Kamerlingh Onnes en Oud (Villa Allegonda te Katwijk a/zee. Compositie in trappenhuis II 1917 en VI Comp V 1917 in dezelfde villa’. Het kleurontwerp daarentegen is gedateerd 1918.

## Tentoonstellingen
De twee ontwerpen voor Glas-in-loodcompositie V maakten deel uit van de volgende tentoonstellingen:
- Retrospektiv Theo van Doesburg, 16 december 1923-23 januari 1924, Landesmuseum, Weimar, alleen het kleurontwerp (als Entwürf für Komposition Glas in Blei (V), 1918 (ausgeführt)).
- [Retrospektiv Theo van Doesburg], ?-15 april 1924, Kestner Gesellschaft, Hannover, alleen het kleurontwerp (vermoedelijk).
- Theo van Doesburg. Retrospective exhibition, 29 april-31 mei 1947, Art of this Century Gallery, New York, alleen het kleurontwerp (vermoedelijk).
- Walt Kuhn, Lyonel Feininger and Theo van Doesburg, juni-15 juli 1947, County Museum of Art, Los Angeles, alleen het kleurontwerp (vermoedelijk).
- Theo van Doesburg, 29 juli-24 augustus 1947, San Francisco Museum of Modern Art, San Francisco, alleen het kleurontwerp.[5]
- Theo van Doesburg, september 1947, Henry Art Gallery, Seattle, alleen het kleurontwerp (vermoedelijk).
- Theo van Doesburg. Paintings, drawings, photographs and architectural drawings, 15 oktober-8 november 1947, The Renaissance Society of the University of Chicago, Chicago, alleen het kleurontwerp.
- Theo van Doesburg, 20 november-12 december 1947, Cincinnati Art Museum, Cincinnati, alleen het kleurontwerp (vermoedelijk).
- Exhibition Van Doesburg, 5-23 januari 1948, Robinson Hall, Harvard University, Cambridge, Massachusetts, alleen het kleurontwerp.
- De Stijl, 6 juli-25 september 1951, Stedelijk Museum, Amsterdam, alleen het kleurontwerp.
- Theo van Doesburg, 13 december 1968-26 januari 1969, Van Abbemuseum, Eindhoven, alleen het kleurontwerp.
- Theo van Doesburg, 17 februari-23 maart 1969, Gemeentemuseum Den Haag, alleen het kleurontwerp.
- Theo van Doesburg 1883-1931, 18 april-1 juni 1969, Kunsthalle Neurenberg, Marientor, alleen het kleurontwerp.
- Konstruktive Kunst, 9 augustus-7 september 1969, Kunsthalle Bazel, alleen het kleurontwerp.
- Abstraction. Towards a new art. Painting 1910-20, 6 februari-13 april 1980, Tate Gallery, Londen, alleen het kleurontwerp.
- De Stijl 1917-1932. Art and environment of neoplasticism, Sezon Museum of Art, Tokio, 13 december 1997-15 februari 1998, alleen het lichtdruk-ontwerp.
- De Stijl 1917-1932. Art and environment of neoplasticism, Hyogo Prefectural Museum of Modern Art, Kobe, 21 februari-5 april 1998, idem.
- De Stijl 1917-1932. Art and environment of neoplasticism, Toyota Municipal Museum of Art, Chunichi, 21 april-21 juni 1998, idem.
- Van Doesburg and the International Avant-Garde, 20 oktober 2009-3 januari 2010, Stedelijk Museum De Lakenhal, Leiden, alleen het kleurontwerp (als Colour design for Stained-Glass Composition V, ca. 1917-1918).
- Van Doesburg and the International Avant-Garde, 4 februari-16 mei 2010, Tate Modern, Londen, idem.